# Tifinag
El tifinag o tifinagh (pronunciación bereber [tifinaɣ]; en bereber latino: tifinaɣ; en neotifinag: ⵜⵉⴼⵉⵏⴰⵖ; en tifinag tuareg: ⵜⴼⵏⵗ) es un alfabeto consonántico que se utiliza para transcribir varias lenguas bereberes. 
La escritura de la que procede el tifinag es la variante sahariana del alfabeto líbico-berber cuyo uso está documentado desde el siglo III a. C. hasta el siglo III d. C. en todo el norte de África y en las Islas Canarias.
El uso del tifinag se perdió posteriormente en casi todos los territorios berberófonos, siendo mantenido únicamente por los tuareg para transcribir su idioma, el tamasheq. A finales del siglo XX varias instituciones culturales bereberes han recuperado y reformado el tifinag para transcribir diferentes variantes de lengua bereber que carecían hasta hoy de norma escrita.
Así, el neotifinag es un alfabeto moderno derivado de la escritura tradicional que fue reintroducido en el siglo XX. Una versión ligeramente modificada de la escritura tradicional, llamada tifinagh IRCAM, se usa en varias escuelas primarias marroquíes para enseñar el idioma bereber a niños, así como en varias publicaciones.
Las formas antiguas de tifinag son consonánticas (incluidas las tuareg), mientras que las formas modernizadas incluyen signos para las vocales. Las distintas variedades de esta escritura tienen, aparte de la cuestión de las vocales, otras muchas e importantes diferencias.

## Alfabeto líbico
Es estrictamente consonántico. Tuvo dos formas: la occidental y la oriental. La primera se usaba a lo largo de la costa mediterránea y atlántica, desde la Cabilia hasta Canarias. La oriental se utilizaba en la región de Constantina, Aurés y Túnez. Solo ha sido descifrada la forma oriental, gracias a que existen numerosas inscripciones bilingües púnico-líbicas, que han permitido hallar el valor de 22 de los 24 signos que componen esta modalidad de tifinag. La forma occidental, que sería más primitiva y con menor influencia púnica, tiene 13 caracteres más que la oriental. En ambos casos las inscripciones son fundamentalmente epitafios o dedicatorias breves. No existe una dirección fija para la escritura, pero lo más habitual es que se escriban las palabras de abajo arriba. Cada línea suele contener una palabra o una frase con sentido completo. Algunos caracteres ayudan a la lectura indicando los principios de línea.

## Tifinag tuareg
Se desconoce exactamente su génesis: no se sabe si deriva de la forma occidental o de la oriental del alfabeto líbico ni cómo se produjo la transición de uno a otro. Tampoco se sabe cuándo se empezó a utilizar, si fue contemporáneo del líbico o posterior y ni siquiera si se usaba antes de la conquista árabe. Fue descifrado por el misionero Charles de Foucauld, a principios del siglo XX. Tiene un signo para notar las vocales finales.
El tifinagh tuareg, a veces llamado tifinag por excelencia, puesto que es el único que hasta tiempos recientes se utilizaba, corresponde a los pueblos tuareg, nómadas hablantes de lengua tamasheq que viven entre Argelia, Malí y Níger. Tiene variantes, correspondientes a los diferentes dialectos del tamasheq: tanto la forma como el número de los signos puede cambiar, pero son mutuamente inteligibles.
Tiene un signo para marcar las vocales finales o tighratin. En las regiones del Hoggar, Ghat y el Adrar, dicho signo solo se emplea para la vocal /a/, mientras que las vocales /i/ y /u/ se escriben utilizando los signos de las semiconsonantes /j/ y /w/. Otros dialectos emplean el mismo signo para todas las vocales finales, o incluso para las iniciales sin distinción. Algunas tribus de la región de Tombuctú utilizan los signos diacríticos del árabe para notar las vocales breves.
El tifinag tuareg se usa en ocasiones para escribir textos largos, pero no es lo habitual. Por lo general su uso se circunscribe a anotaciones y epitafios, declaraciones de amor e inscripciones diversas sobre objetos como alfombras, joyas, armas, etc. Las inscripciones a menudo empiezan utilizando la fórmula «awa näk [nombre] innân», esto es, «soy yo, [nombre], quien ha dicho...».
La escritura está ampliamente extendida entre los tuaregs, y más entre las mujeres que entre los hombres. Al parecer, una de cada dos mujeres puede escribir bien, frente a uno de cada tres hombres. En tiempos recientes se está utilizando el tifinag como soporte pedagógico en campañas contra el analfabetismo.
No existe un orden en el que enunciar las letras del alfabeto, pero Charles de Foucauld citaba en 1920 una fórmula mnemotécnica para recordarlas. Se trata de la siguiente frase, que las contiene todas: «awa näk, Fadîmata ult ughnis, aghebbir nnit ur itweddis, taggalt nnit märaw iyesân d sedîs»; «Soy yo, Fadimata, hija de Ughnis: su cadera no se toca; su dote es de dieciséis caballos».
Letras Shifinag:
```
ⴰ ⴶ ⴹ ⴼ ⴳ ⴾ ⵍ ⵀ ⴷ ⵂ ⵆ ⵄ ⵈ ⵉ ⵌ ⵍ ⵎ ⵏ ⵑ ⵓ ⵅ ⵔ ⵗ ⵙ ⵚ ⵛ ⵜ ⵟ ⵢ 
ⵣ
 ⵤ ⵧ ⵰
```

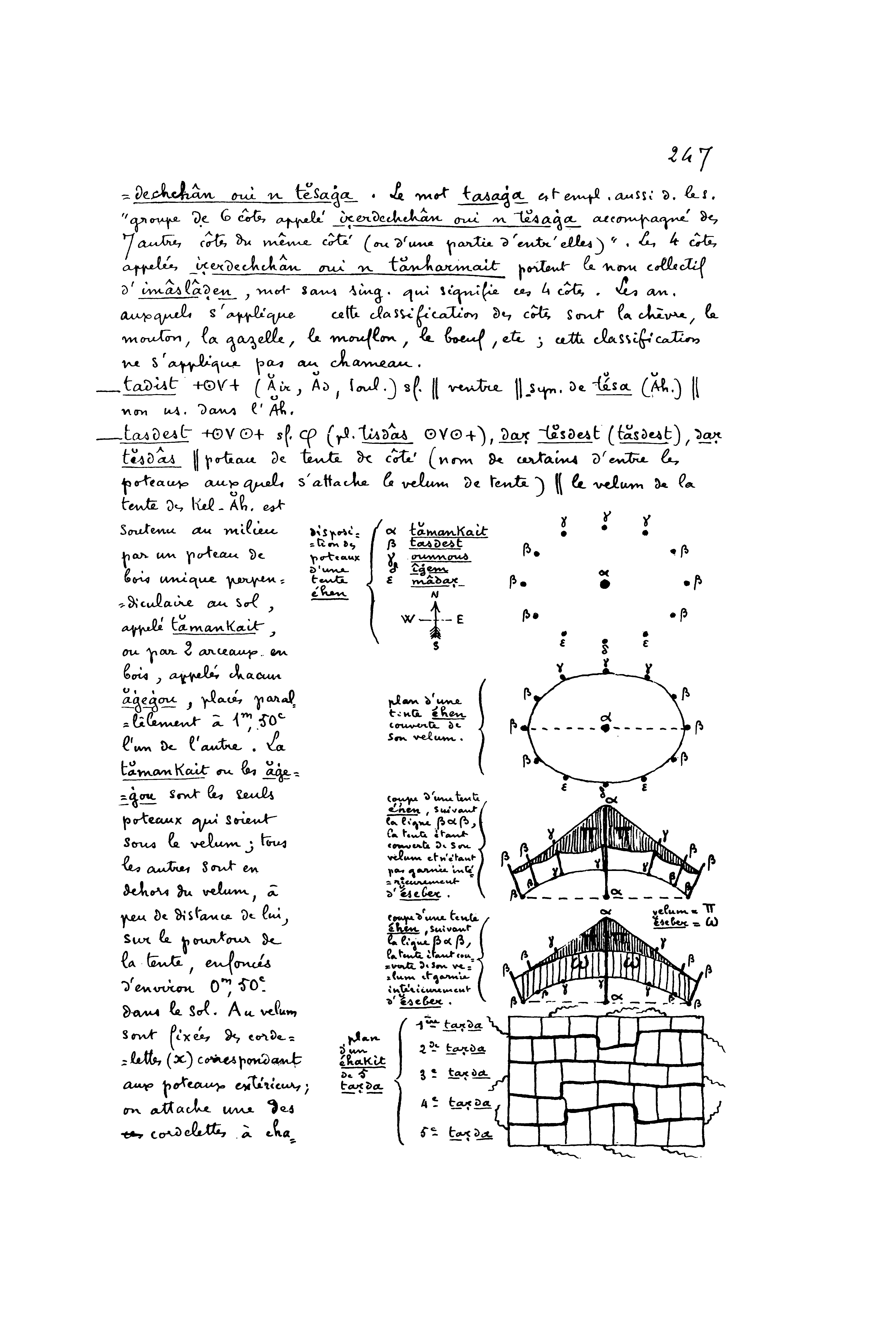
Diccionario tuareg-francés de Charles de Foucauld
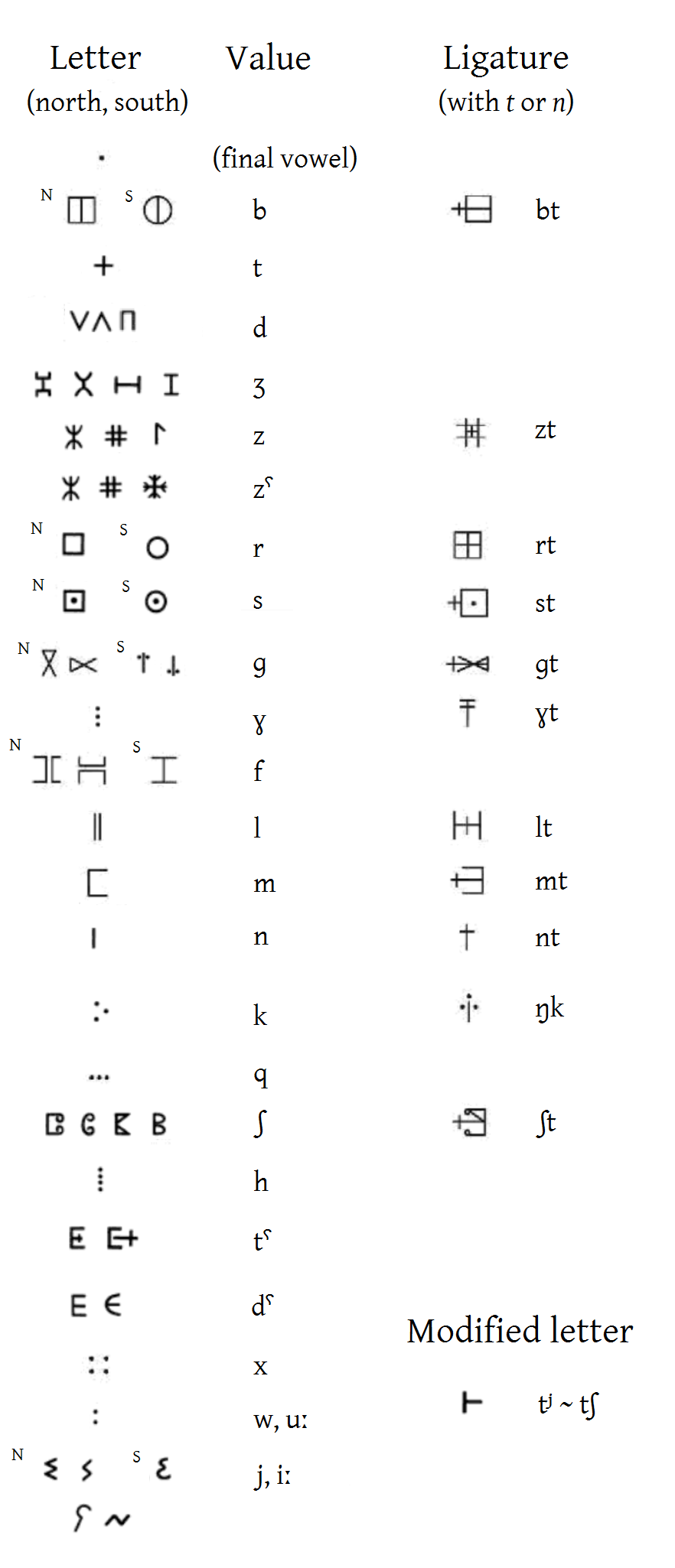
Tifinag tradicional, de tipo abyad, incluye dígrafos con la "T"
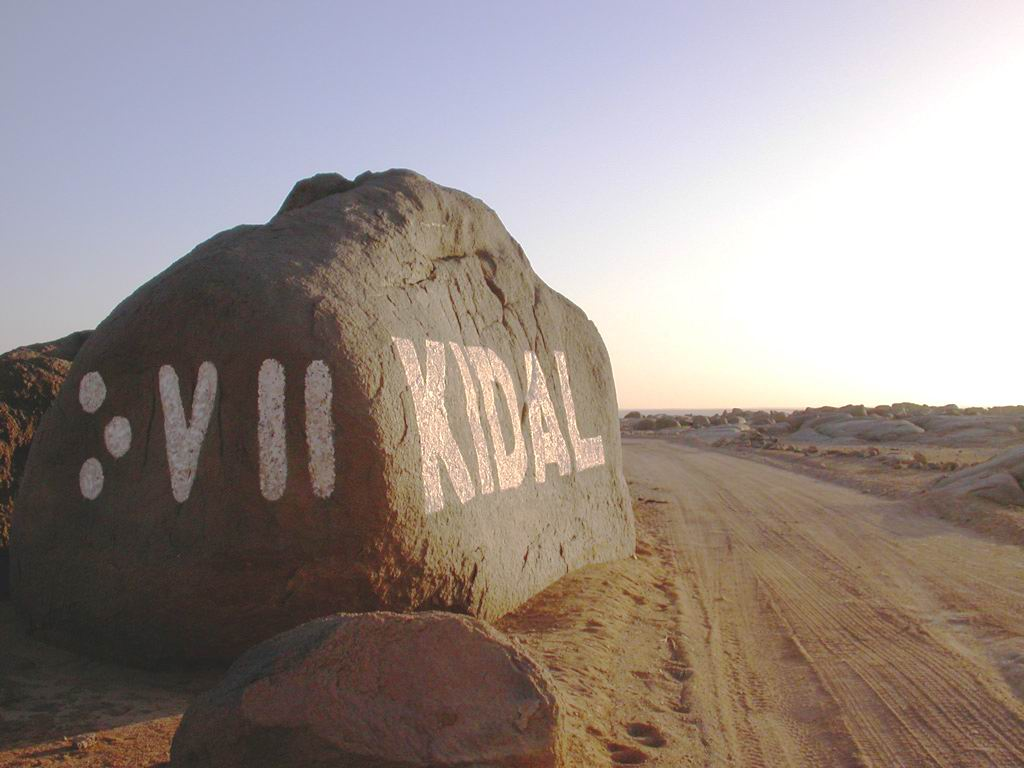
Hito entrando a Kidal. Se lee como ⴾⴸⵍ "Kdl".

## Neotifinag
En 1965 jóvenes bereberes deseosos de promover la normalización de sus lenguas crearon una asociación cultural, la Academia Bereber (Académie berbère, AB), que en 1967 y hasta su disolución en 1978 pasaría a llamarse Agraw Imazighen. 
Esta asociación propuso un alfabeto tifinag estándar basado tanto en el tuareg utilizado en Argelia como en otras formas que habían empezado a difundirse en zonas berberófonas de Argelia y Marruecos. El objetivo era resucitar una escritura milenaria con la que poder transcribir todas las variantes de lenguas bereberes, que hasta entonces solían transcribirse utilizando caracteres árabes o latinos. 
En 1972 Ammar Negadi, miembro de la Academia Bereber y pionero en la investigación sobre la cultura bereber, inició los trabajos sobre el antiguo tifinag que desembocarán en la creación del neotifinag, adoptado por el IRCAM (Real Instituto de la Cultura Amazig) y utilizado ampliamente.
En 1975, tras una amplia investigación por parte de Ammar Negadi la revista "Asaghen" editó la primera lista con 750 nombres amaziges –entre ellos 150 femeninos– que será utilizada en parte más tarde por el Ministerio del Interior argelino para establecer la lista de nombres amaziges aceptados por el Estado argelino en 2013.
Desde entonces se han creado variaciones de este alfabeto, siendo las más conocidas las de Salem Chaker, profesor del INALCO (Instituto Nacional de Lenguas y Civilizaciones Orientales de París), y un conjunto de versiones relativamente similares entre sí correspondientes, respectivamente, a la asociación Afus Deg Wfus (Roubaix, Francia), la revista marroquí "Tifinagh", el software de Arabia Ware Benelux y el IRCAM (Real Instituto de la Cultura Amazig de Marruecos).
Las variantes creadas responden a que, en opinión de muchos estudiosos, el alfabeto de la Academia Bereber refleja una falta de reflexión fonológica. La AB quiso transcribir sonidos que en todas las variantes de lengua bereber son alófonos y que por tanto no tenían por qué transcribirse. De hecho, no existían en las formas vivas de tifinag signos para transcribirlos, y la AB hubo de inventarlos partiendo de la nada, dando lugar así a un alfabeto que se ha calificado de «sobrecargado».
Los diferentes neotifinag utilizan letras para transcribir las vocales y se escriben de izquierda a derecha. En 2003 el tifinag fue adoptado oficialmente en Marruecos para la enseñanza de las lenguas bereberes en la escuela primaria. Ello constituye un punto de inflexión respecto a épocas anteriores, en las que el uso del tifinag (por ejemplo en rótulos) era con frecuencia reprimido ya que se consideraba apología del nacionalismo bereber.
En los últimos años el uso del tifinag moderno se ha extendido en general en todos los territorios berberófonos, pero sigue compitiendo con las transcripciones latinas y árabes, todavía más frecuentes.
Letras neotifinag (IRCAM):
```
ⴰ ⴱ ⴳ ⴳⵯ ⴷ ⴹ ⴻ ⴼ ⴽ ⴽⵯ ⵀ ⵃ ⵄ ⵅ ⵇ ⵉ ⵊ ⵍ ⵎ ⵏ ⵓ ⵔ ⵕ ⵖ ⵙ ⵚ ⵛ ⵜ ⵟ ⵡ ⵢ 
ⵣ
 ⵥ
```

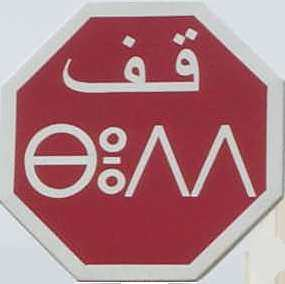
Señal de alto (stop) en árabe (qif) y en tifinag (bedd), Marruecos.
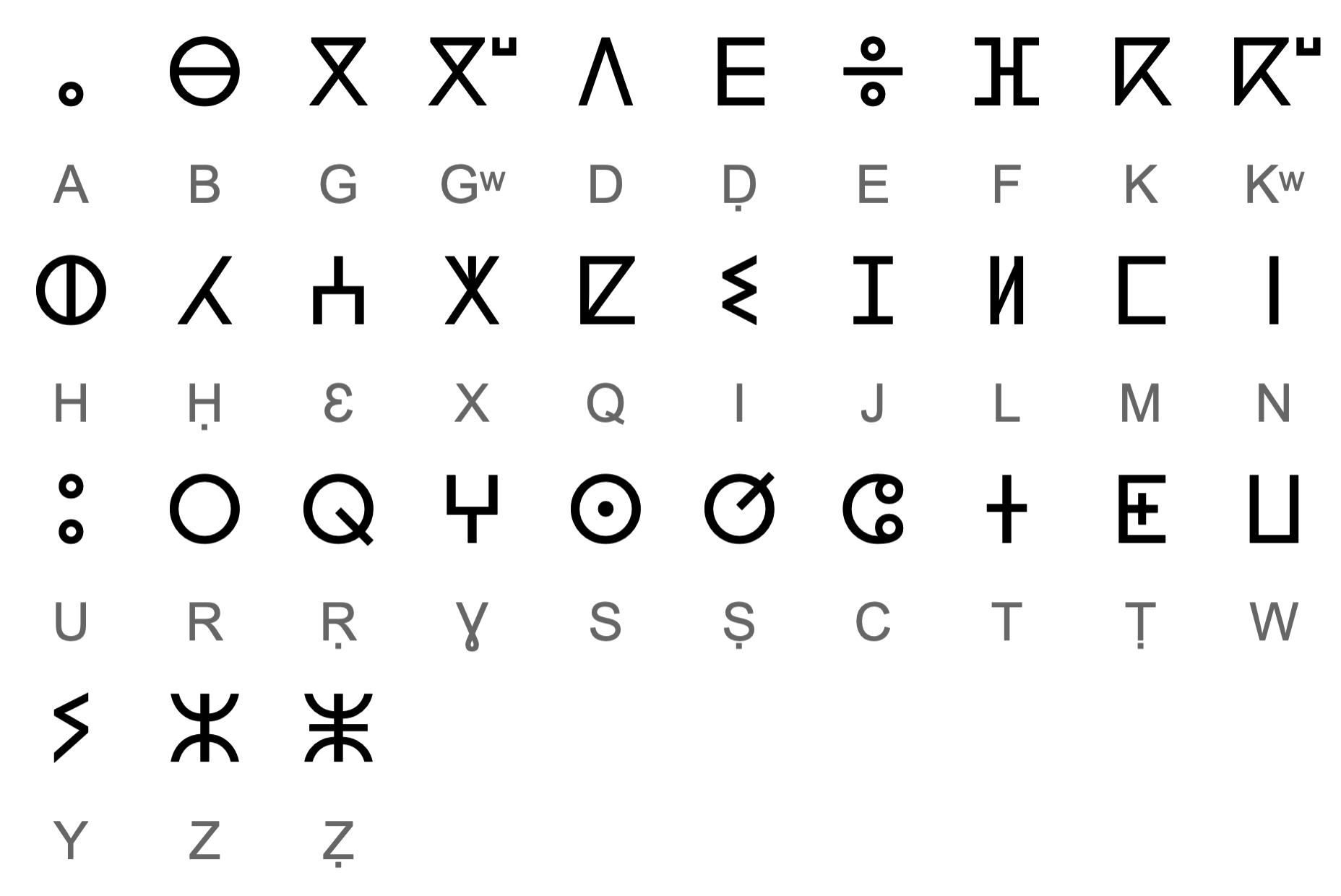
Alfabeto neotifinag de 33 letras promulgado por el Real Instituto Amazig (IRCAM)

## Caracteres
Los caracteres tifinag en Unicode son los del rango U+2D30—U+2D7F, a partir de la versión 4.1.0. Hay definidos 55 caracteres, pero se usan más. En ISO 15924, se reserva el código Tfng al tifinag. Esta es una tabla de caracteres:
| Código | Glifo | Unicode | Transliteración | Transliteración | Transliteración | Nombre                      |
| Código | Glifo | Unicode | Latín           | Árabe           | AFI             | Nombre                      |
| ------ | ----- | ------- | --------------- | --------------- | --------------- | --------------------------- |
| U+2D30 |       | ⴰ       | a               | ا               | æ               | ya                          |
| U+2D31 |       | ⴱ       | b               | ب               | b, β            | yab                         |
| U+2D32 |       | ⴲ       | b               | ٻ               | b, β            | yab fricativa               |
| U+2D33 |       | ⴳ       | g               | گ               | ɡ               | yag                         |
| U+2D34 |       | ⴴ       | g               | ڲ               | ɡ               | yag fricativa               |
| U+2D35 |       | ⴵ       | dj              | ج               | d͡ʒ              | yadj de la Academia Bereber |
| U+2D36 |       | ⴶ       | dj              | ج               | d͡ʒ              | yadj                        |
| U+2D37 |       | ⴷ       | d               | د               | j               | yad                         |
| U+2D38 |       | ⴸ       | d               | د               | j               | yad fricativa               |
| U+2D39 |       | ⴹ       | ḍ               | ض               | ðˤ              | yaḍ                         |
| U+2D3A |       | ⴺ       | ḍ               | ض               | ðˤ              | yaḍ fricativa               |
| U+2D3B |       | ⴻ       | e               | ه               | ə               | yey                         |
| U+2D3C |       | ⴼ       | f               | ف               | f               | yaf                         |
| U+2D3D |       | ⴽ       | k               | ک               | k               | yak                         |
| U+2D3E |       | ⴾ       | k               | ک               | k               | yak tuareg                  |
| U+2D3F |       | ⴿ       | k               | ک               | k               | yak fricativa               |
| U+2D40 |       | ⵀ       | h b             | ھ ب             | h b             | yah = yab tuareg            |
| U+2D41 |       | ⵁ       | h               | ھ               | h               | yah de la Academia Bereber  |
| U+2D42 |       | ⵂ       | h               | ھ               | h               | yah tuareg                  |
| U+2D43 |       | ⵃ       | ḥ               | ح               | ħ               | yaḥ                         |
| U+2D44 |       | ⵄ       | ˤ (ε)           | ع               | ʕ               | yaε                         |
| U+2D45 |       | ⵅ       | kh (x)          | خ               | χ               | yax                         |
| U+2D46 |       | ⵆ       | kh (x)          | خ               | χ               | yax tuareg                  |
| U+2D47 |       | ⵇ       | q               | ق               | q               | yaq                         |
| U+2D48 |       | ⵈ       | q               | ق               | q               | yaq tuareg                  |
| U+2D49 |       | ⵉ       | i               | ي               | i               | yi                          |
| U+2D4A |       | ⵊ       | j               | ج               | ʒ               | yaj                         |
| U+2D4B |       | ⵋ       | j               | ج               | ʒ               | yaj ahaggar                 |
| U+2D4C |       | ⵌ       | j               | ج               | ʒ               | yaj tuareg                  |

| Código | Glifo | Unicode | Transliteración | Transliteración | Transliteración | Nombre                                               |
| Código | Glifo | Unicode | Latín           | Árabe           | AFI             | Nombre                                               |
| ------ | ----- | ------- | --------------- | --------------- | --------------- | ---------------------------------------------------- |
| U+2D4D |       | ⵍ       | l               | ل               | l               | yal                                                  |
| U+2D4E |       | ⵎ       | m               | م               | m               | yam                                                  |
| U+2D4F |       | ⵏ       | n               | ن               | n               | yan                                                  |
| U+2D50 |       | ⵐ       | ny              | ني              | nj              | yagn tuareg                                          |
| U+2D51 |       | ⵑ       | ng              | ڭ               | ŋ               | yang tuareg                                          |
| U+2D52 |       | ⵒ       | p               | پ               | p               | yap                                                  |
| U+2D53 |       | ⵓ       | u w             | و ۉ             | w               | yu = yaw tuareg                                      |
| U+2D54 |       | ⵔ       | r               | ر               | r               | yar                                                  |
| U+2D55 |       | ⵕ       | ṛ               | ڕ               | rˤ              | yaṛ                                                  |
| U+2D56 |       | ⵖ       | gh (ɣ)          | غ               | ɣ               | yaɣ                                                  |
| U+2D57 |       | ⵗ       | gh (ɣ)          | غ               | ɣ               | yaɣ tuareg                                           |
| U+2D58 |       | ⵘ       | gh (ɣ) j        | غ ج             | ɣ ʒ             | yaɣ del Aïr = yaj del Adrar                          |
| U+2D59 |       | ⵙ       | s               | س               | s               | yas                                                  |
| U+2D5A |       | ⵚ       | ṣ               | ص               | sˤ              | yaṣ                                                  |
| U+2D5B |       | ⵛ       | sh (š)          | ش               | ʃ               | yaš                                                  |
| U+2D5C |       | ⵜ       | t               | ت               | t               | yat                                                  |
| U+2D5D |       | ⵝ       | t               | ت               | t               | yat fricativa                                        |
| U+2D5E |       | ⵞ       | ch (tš)         | تش              | t͡ʃ              | yatš                                                 |
| U+2D5F |       | ⵟ       | ṭ               | ط               | tˤ              | yaṭ                                                  |
| U+2D60 |       | ⵠ       | v               | ۋ               | v               | yav                                                  |
| U+2D61 |       | ⵡ       | w               | ۉ               | w               | yaw                                                  |
| U+2D62 |       | ⵢ       | y               | ي               | j               | yay                                                  |
| U+2D63 |       | ⵣ       | z               | ز               | z               | yaz                                                  |
| U+2D64 |       | ⵤ       | z               | ز               | z               | yaz de Tawellemet = yaz arpón                        |
| U+2D65 |       | ⵥ       | ẓ               | ﻈ               | zˤ              | yaẓ                                                  |
| U+2D6F |       | ⵯ       | +ʷ              | ۥ+              | ʷ               | Marca de labiovelarización = Tamatart = <super> 2D61 |

| Código        | Glifo | Unicode | Transliteración | Transliteración | Transliteración | Nombre |
| Código        | Glifo | Unicode | Latín           | Árabe           | AFI             | Nombre |
| ------------- | ----- | ------- | --------------- | --------------- | --------------- | ------ |
| U+2D5C U+2D59 |       | ⵜⵙ      | ts              | تس              | t͡s              | yats   |
| U+2D37 U+2D63 |       | ⴷⵣ      | dz              | دز              | d͡z              | yadz   |

| Código        | Glifo | Unicode | Transliteración | Transliteración | Transliteración | Nombre |
| Código        | Glifo | Unicode | Latín           | Árabe           | AFI             | Nombre |
| ------------- | ----- | ------- | --------------- | --------------- | --------------- | ------ |
| U+2D5C U+2D5B |       | ⵜⵛ      | ch (tš)         | تش              | t͡ʃ              | yatš   |
| U+2D37 U+2D4A |       | ⴷⵊ      | dj              | دج              | d͡ʒ              | yadj   |

| Tifinag básico (IRCAM) | Tifinag extendido (IRCAM) | Otras letras tifinag | Letras tuareg modernas |